# Faxon M. Dean
Pour les articles homonymes, voir Dean.
Faxon Martin Dean, né le 26 mai 1890 à Guyton (Géorgie) et mort le 25 mai 1965 à Sunnyvale (Californie), est un directeur de la photographie américain (membre de l'ASC), généralement crédité Faxon M. Dean (parfois Faxon Dean).

## Biographie
Travaillant principalement durant la période du muet et notamment au sein de la Famous Players-Lasky Corporation, de la Fox Film ou de la First National Pictures, Faxon M. Dean débute comme chef opérateur dans huit films sortis en 1917-1918 réalisés par Donald Crisp, dont Petit Bob, enfant trouvé (en) (1917, avec Helen Jerome Eddy et Vera Lewis).
Il collabore souvent ensuite avec les réalisateurs Charles Maigne (ex. : Le Héros du silence en 1920, avec Lionel Barrymore et William P. Carleton) et Joseph Henabery (ex. : La Dure École en 1922, avec Jack Holt et Eva Novak).
Sa filmographie comprend de nombreux westerns, dont North of the Rio Grande de Rollin S. Sturgeon (1922, avec Jack Holt et Bebe Daniels) et Oklahoma Jim d'Harry L. Fraser (1931, avec Bill Cody et Andy Shuford). Parmi ses autres films notables, mentionnons aussi Lord Jim de Victor Fleming (1925, avec Percy Marmont et Shirley Mason) et Mon bébé de Robert Z. Leonard (1928, avec Karl Dane et Charlotte Greenwood).
Les cinq derniers de ses cinquante-six films américains comme directeur de la photographie sortent en 1933, dont le western Breed of the Border de Robert N. Bradbury (avec Bob Steele et Marion Byron).
Faxon M. Dean meurt en 1965, la veille de ses 75 ans.

## Filmographie partielle

### Réalisations deCharles Maigne
- 1919 : The Invisible Blond (en)
- 1920 : Une idylle au Cumberland (en) (A Cumberland Romance)
- 1920 : The Fighting Chance (en)
- 1920 : Le Héros du silence (The Copperhead)
- 1922 : Le Mystérieux Coupable (en) (The Cowboy and the Lady)

### Réalisations deJoseph Henabery
- 1921 : Le Chapître de l'amour (en) (Her Winning Way)
- 1921 : La Hantise du désert blanc (en) (The Call of the North)
- 1921 : Appelez-moi Mademoiselle (en) (Don't Call Me Little Girl)
- 1921 : Comment choisir un mari ? (en) (Moonlight and Honeysuckle)
- 1922 : Le Scrupule (en) (Her Own Money)
- 1922 : La Dure École (Making a Man)
- 1922 : While Satan Sleeps (en)
- 1922 : L'Indompté (en) (The Man Unconquerable)
- 1923 : Dans la gueule du tigre (en) (The Tiger's Claw)
- 1923 : Quinze Francs à l'heure (en) (Sixty Cents an Hour)
- 1923 : Un malin (en) (A Gentleman of Leisure)
- 1923 : La Première Aventure de Douglas Fairbanks Junior (Stephen Steps Out)
- 1924 : L'Étranger (en) (The Stranger)
- 1924 : The Guilty One (en)
- 1924 : Tongues of Flame

### Autres réalisateurs
- 1917 : Petit Bob, enfant trouvé (en) (Lost in Transit) de Donald Crisp
- 1918 : Rimrock Jones (en) de Donald Crisp
- 1921 : Nos chers disparus (en) (All Soul's Eve) de Chester M. Franklin
- 1921 : L'Indésirable (en) (The Little Clown) de Thomas N. Heffron
- 1922 : North of the Rio Grande de Rollin S. Sturgeon
- 1925 : En disgrâce (Coming Through) de A. Edward Sutherland
- 1925 : La Barrière des races (Braveheart) d'Alan Hale
- 1925 : Every Man's Wife (en) de Maurice Elvey
- 1925 : Lord Jim de Victor Fleming
- 1926 : The Sporting Lover (en) d'Alan Hale
- 1926 : Fools of Fashion de James C. McKay
- 1926 : The False Alarm (en) de Frank O'Connor
- 1928 : The Lookout Girl (en) de Dallas M. Fitzgerald
- 1928 : The Olympic Hero (en) de Roy William Neill
- 1928 : Mon bébé (Baby Mine) de Robert Z. Leonard
- 1928 : Romance of a Rogue (en) de King Baggot
- 1928 : Jazzland (en) de Dallas M. Fitzgerald
- 1928 : The Tragedy of Youth (en) de George Archainbaud
- 1929 : L'Âge ardent (Fast Life) de John Francis Dillon
- 1929 : Little Johnny Jones de Mervyn LeRoy
- 1931 : Aventure au Nevada (en) (The Nevada Buckaroo) de John P. McCarthy
- 1931 : Oklahoma Jim d'Harry L. Fraser
- 1933 : Breed of the Border de Robert N. Bradbury
- 1933 : Diamond Trail (en) d'Harry L. Fraser
- 1933 : The Gallant Fool (en) de Robert N. Bradbury
- 1933 : One Year Later (en) de E. Mason Hopper

## Galerie photos

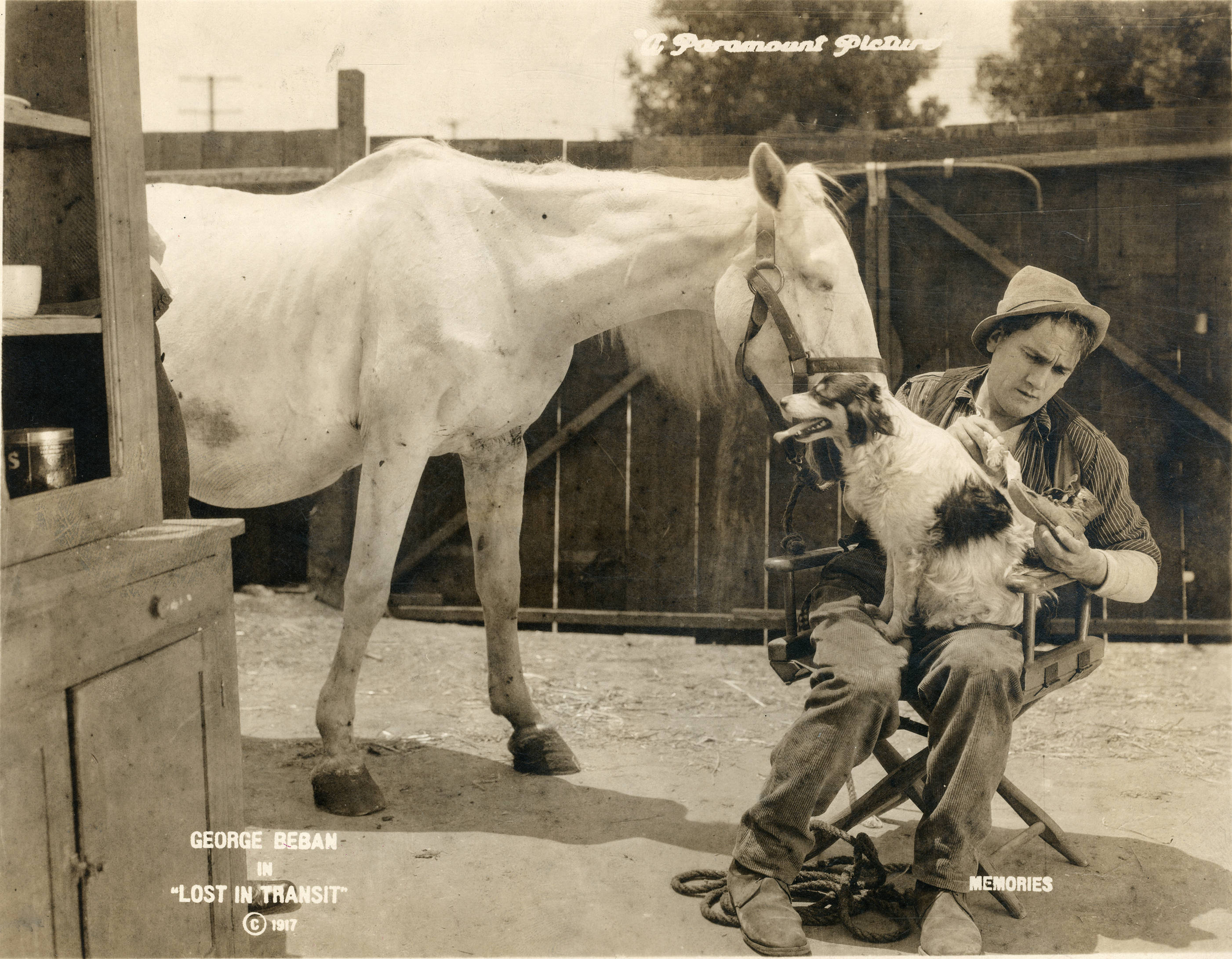
Petit Bob, enfant trouvé (en) (1917), avec George Beban
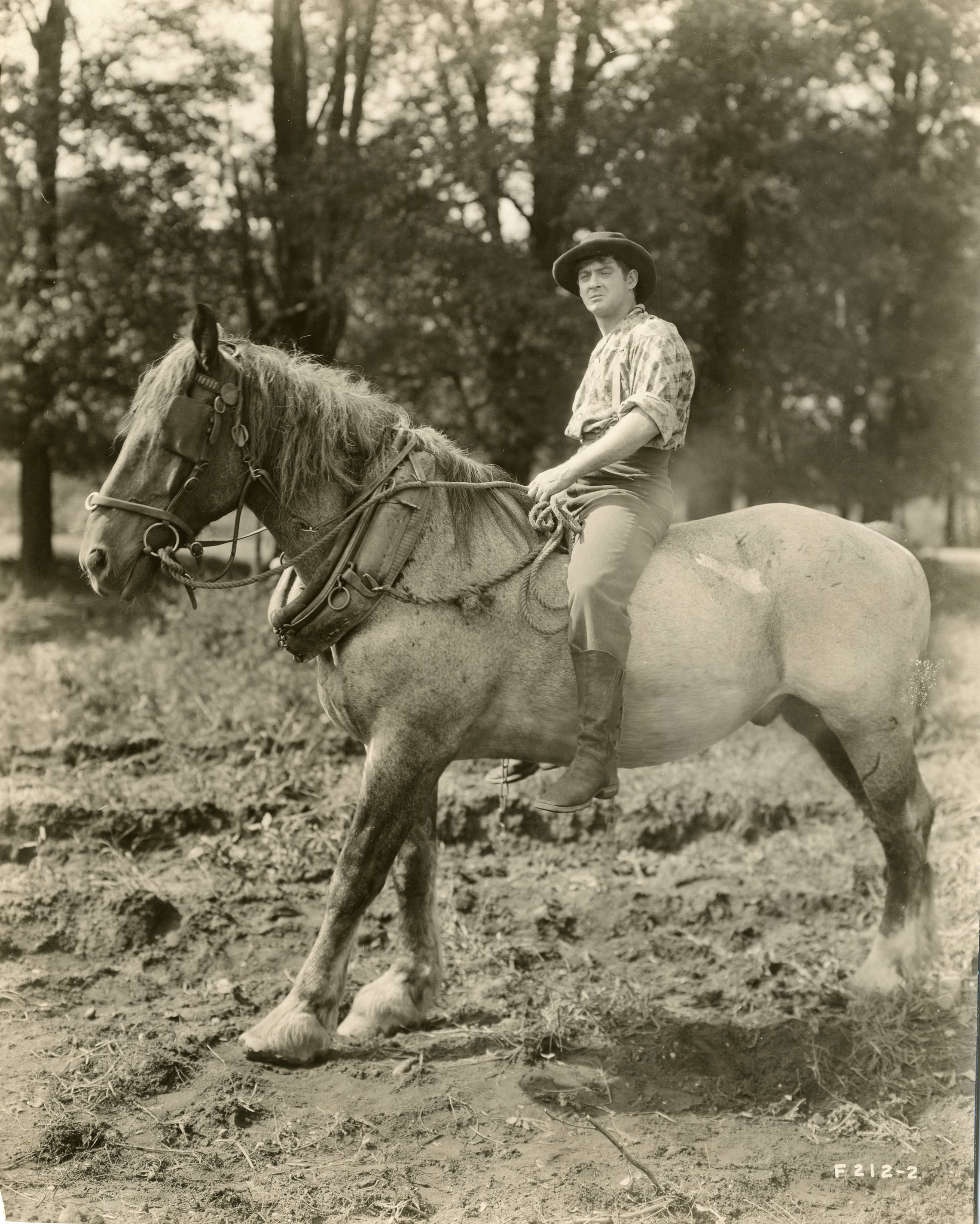
Le Héros du silence (1920), avec Lionel Barrymore
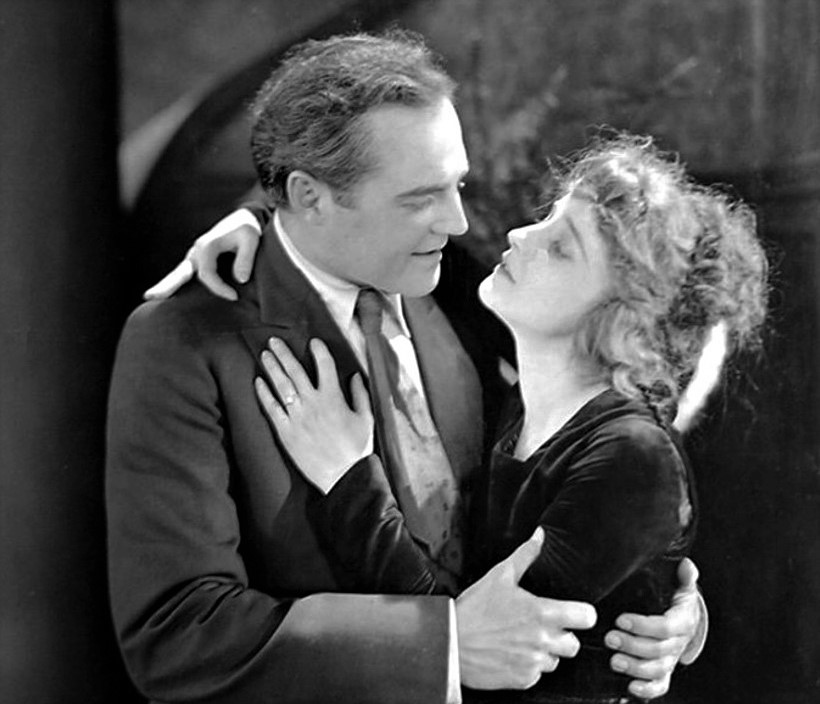
The Fighting Chance (en) (1920), avec Conrad Nagel et Anna Q. Nilsson
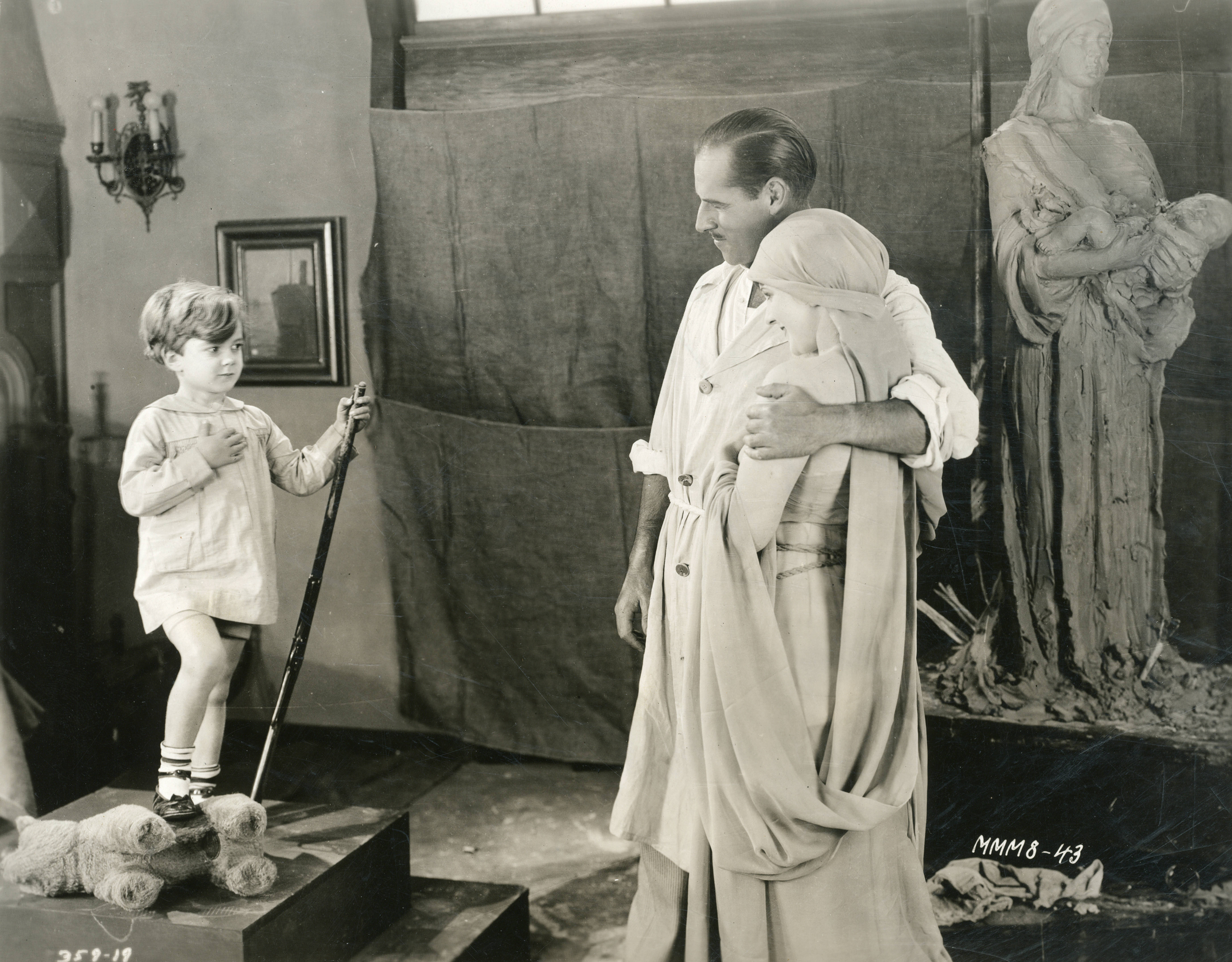
Nos chers disparus (en) (1921), avec Mickey Moore (en), Jack Holt et Mary Miles Minter (de g. à d.)
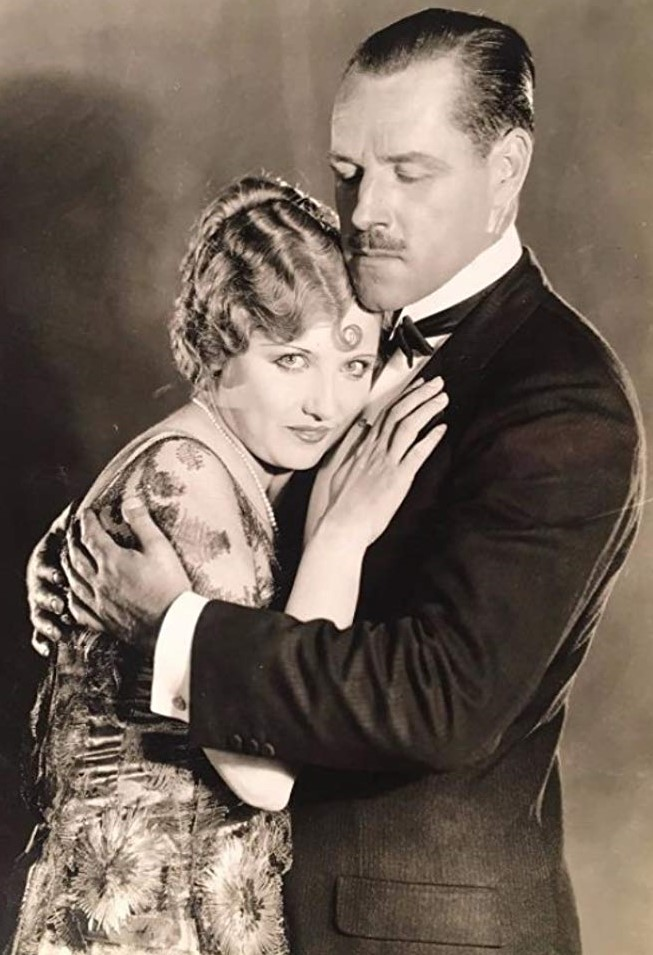
La Dure École (1922), avec Eva Novak et Jack Holt
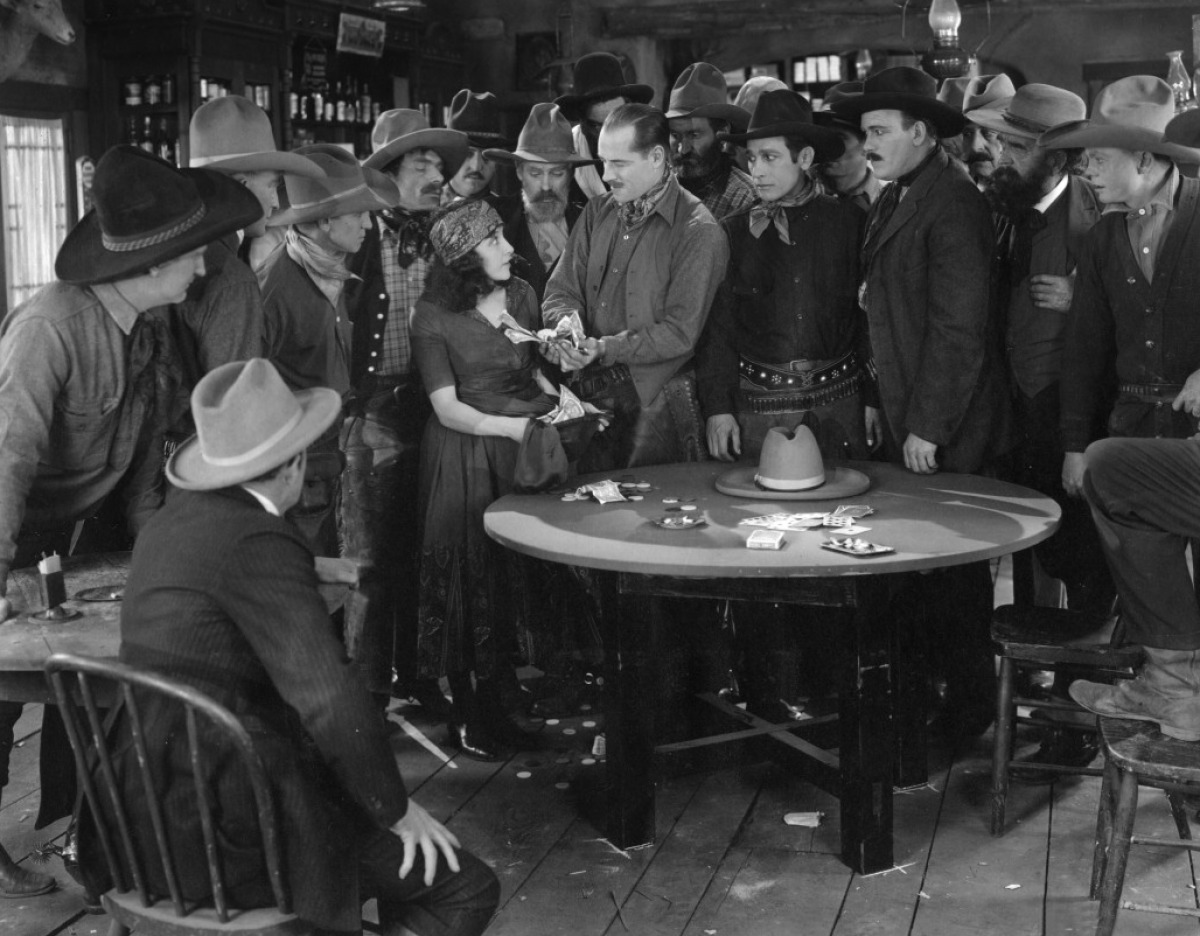
North of the Rio Grande (1922), avec Shannon Day et Jack Holt (au centre)
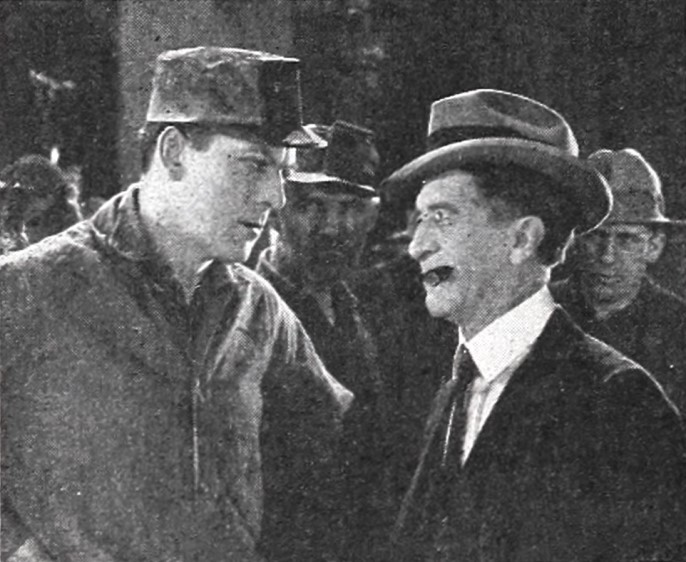
En disgrâce (1925), avec Thomas Meighan (à g.)
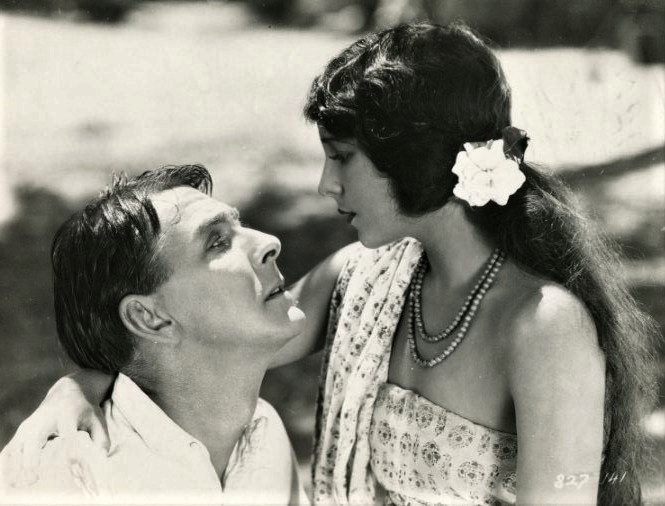
Lord Jim (1925, avec Percy Marmont et Shirley Mason
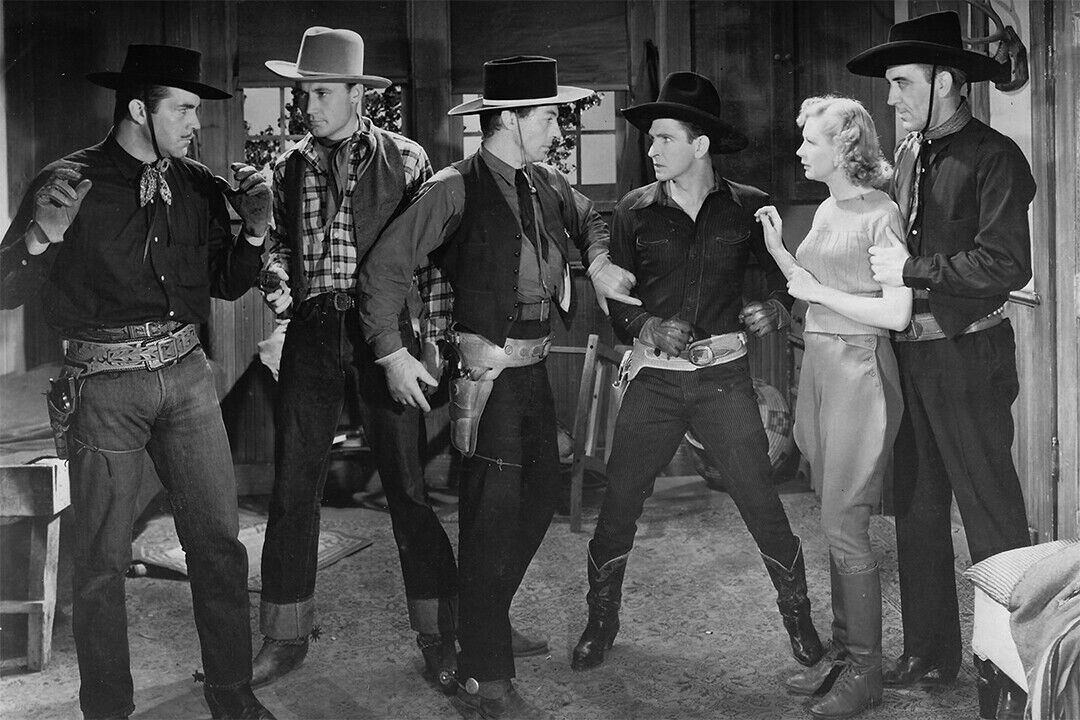
Aventure au Nevada (en) (1931), avec Bob Steele et Dorothy Dix
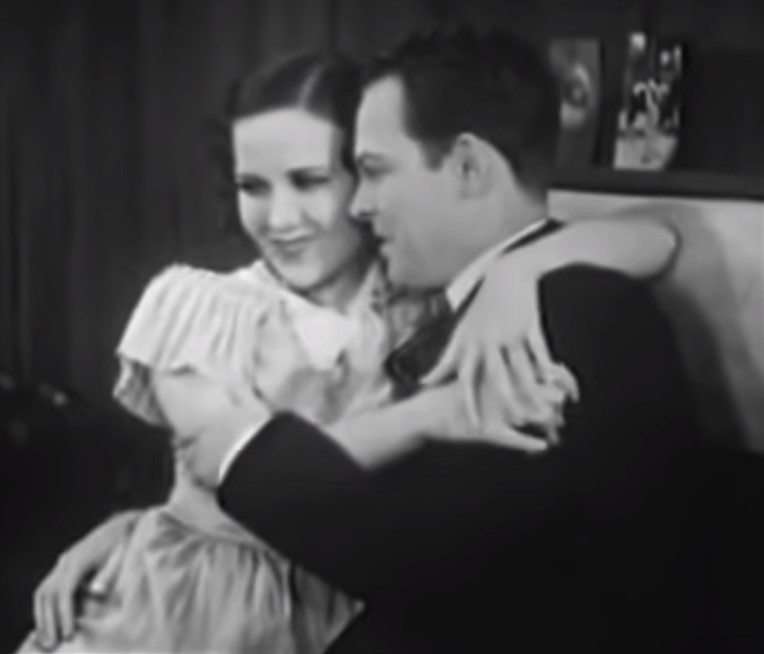
One Year Later (en) (1933), avec Mary Brian et Russell Hopton